# Чемпіонат Туру WTA 2003, парний розряд
Олена Дементьєва і Жанетта Гусарова були чинними чемпіонками, але цього разу не зуміли кваліфікуватись.
Вірхінія Руано Паскуаль і Паола Суарес виграли титул, у фіналі перемігши пару Кім Клейстерс і Ай Суґіяма з рахунком 6–4, 3–6, 6–3.

## Сіяні пари
1. Кім Клейстерс /  Ай Суґіяма (фінал)
2. Вірхінія Руано Паскуаль /  Паола Суарес (чемпіонки)
3. Світлана Кузнецова /  Мартіна Навратілова (півфінал)
4. Кара Блек /  Олена Лиховцева (півфінал)

## Сітка

### Легенда
| - Q = Кваліфаєр - WC = Вайлд-кард - LL = Щасливий лузер | - Alt = Заміна - SE = Виняток - PR = Захищений рейтинг | - w/o = Без гри - r = Зняття - d = Присуджено перемогу |

### Фінальна частина
|  | Півфінали | Півфінали                            | Півфінали                            | Півфінали | Півфінали |   |                                        | Фінал | Фінал | Фінал | Фінал | Фінал |
|  |           |                                      |                                      |           |           |   |                                        |       |       |       |       |       |
|  | 1         | Кім Клейстерс Ай Суґіяма             | 6                                    | 6         |           |   |                                        |       |       |       |       |       |
|  | 4         | Кара Блек Олена Лиховцева            | 3                                    | 4         |           |   |                                        |       |       |       |       |       |
|  | 4         | Кара Блек Олена Лиховцева            | 3                                    | 4         |           | 1 | Кім Клейстерс Ай Суґіяма               | 4     | 6     | 3     |       |       |
|  |           |                                      |                                      |           |           | 1 | Кім Клейстерс Ай Суґіяма               | 4     | 6     | 3     |       |       |
|  |           | 2                                    | Вірхінія Руано Паскуаль Паола Суарес | 6         | 3         | 6 |                                        |       |       |       |       |       |
|  | 3         | 2                                    | Вірхінія Руано Паскуаль Паола Суарес | 6         | 3         | 6 | Світлана Кузнецова Мартіна Навратілова | 4     | 4     |       |       |       |
|  | 3         |                                      |                                      |           |           |   | Світлана Кузнецова Мартіна Навратілова | 4     | 4     |       |       |       |
|  | 2         | Вірхінія Руано Паскуаль Паола Суарес | 6                                    | 6         |           |   |                                        |       |       |       |       |       |